# سلسله موی دوست حلقه دام بلاست
غزل با مطلعِ «سلسلهٔ موی دوست حلقه دام بلاست» غزلی از سعدی در بحر منسرح است.

## متن
در تصحیحِ محمّدعلی فروغی این غزل ۱۱ بیت دارد و شمارهٔ ۴۷ است.
در تصحیح غلامحسین یوسفی، مصرع دوم مطلع غزل به صورت «هر که در این حلقه نیست غافل ازین ماجرا است» آمده است.

## توضیحات متن
به باور سعید حمیدیان، درک معنا و موتیف‌های این غزل بدون نگاه ساختاری و کلی‌نگر به غزل ممکن نیست. او می‌نویسد که در این غزل شاعر اصطلاحات قضایی را در بافت شعر امتزاج داده است؛ مثلاً در بیت اول، واژه سلسله زنجیرِ زندانیان را به ذهن متبادر می‌کند، در بیت دو تیغ و خون‌بها و واژهٔ حیف که به معنای ظلم بوده است (قتل)، در بیت سوم دعوی، شرع و گواه که به مطرح شدن ستم در محکمه عشق اشاره دارد، و در بیت چهارم با واژه‌هایی چون کمند، پایبند، حاکم رد و قبول، و جور مواجهیم.

## وزن
از نظر عروضی، در این غزل قانون پایان مصرع به کار رفته است، یعنی هجای کشیده در پایان مصرع در حکم هجای بلند است.

## اجرا
محمّدرضا شجریان در آلبومِ نوا، مرکب‌خوانی و تحت عنوان «آواز و نی» این غزل را اجرا کرده است. شهرام ناظری، ایرج بسطامی، عبدالوهاب شهیدی و حسام الدین سراج نیز این شعر را به آواز خوانده‌اند.
علی اکبر شیدا و روح‌الله خالقی تصنیف‌های مبنی بر این غزل ساخته‌اند که تصنیف خالقی در برنامه گلها ۳۳۴ اجرا شد.

## استقبال
صبور کاشانی در غزلی از مطلع این شعر استقبال کرده است:
| در خم هر موی او خسته‌دلی مبتلاست |  | زلف مسلسل مگو حلقهٔ دام بلاست |